# Ninja Hamster
Ninja Hamster è un videogioco d'azione bidimensionale pubblicato per Amstrad CPC, ZX Spectrum e Commodore 64 nel 1987 da CRL.

## Modalità di gioco
Ninja Hamster è un tradizionale gioco di combattimento, in cui un criceto combatte contro degli animali, tirapiedi di Sinister Rat.
Il giocatore deve sfruttare delle combinazioni di joystick e pulsanti per infliggere danni maggiori all'avversario. Ogni combattente ha una barra di energia, che diminuisce ad ogni colpo ricevuto. L'energia si riempie nel tempo, rendendo necessario un assalto ripetuto per atterrare un nemico. Una volta che la barra dell'energia è esaurita, il personaggio perde un morso della sua "Green Apple" e la barra dell'energia viene ripristinata. Quando la Green Apple viene completamente "mangiata", il personaggio muore. Il giocatore deve sfidare otto animali, affrontati uno alla volta, per arrivare a Sinister Rat. Un secondo giocatore opzionale può controllarli.

## Accoglienza
Zzap!64 recensì in modo estremamente negativo Ninja Hamster. Sebbene facile da giocare, lo ritenne incapace di suscitare attrattiva nel giocatore. Combattere i personaggi richiedeva troppo tempo ed era ripetitivo. I recensori lodarono il sonoro, stereotipato ma comunque vivace. Un giornalista definì la colonna sonora "sorprendentemente allegra" e un "piccolo numero orientale sorprendentemente allegro". La grafica fu giudicata di bassa qualità e monotonia. Il periodico concluse scrivendo che il titolo era "un povero picchiaduro che è molto al di sotto del suo potenziale".
Commodore User allo stesso modo non ne rimase impressionato, criticando la grafica "spettrale" e il gameplay "noioso" che lo rendevano "un acquisto del quale non valeva la pena". Gli diede come voto un 4 su 10.